# حسين أباد دولا (دامنكوه)
حسین أباد دولا (بالفارسية: حسین‌آباد دولاب) هي مستوطنة تقع في إيران في قسم دامنكوه الريفي. يقدر عدد سكانها بـ 259 نسمة بحسب إحصاء 2016.